# Cirrus intortus
Cirrus intortus este o varietate de nor cirrus. Numele cirrus intortus provine din latină, însemnând „răsucit, înfășurat”. Varietatea de nori intortus este specifică norilor cirrus și apar ca șuvițe de nori cirrus înfășurate între ele, cu un model pur aleatoriu. Șuvițele sunt adesea curbate într-un model foarte neregulat.
Ca și alți nori cirrus, cirrus intortus apar la altitudini mari.